# Mk 2手榴彈
Mk 2手榴彈（或寫作Mk II）是一種反人員破片手榴彈，美軍於1918年導入，用以取代Mk 1手榴彈，在二戰、韓戰至越戰中所使用。它在彈體外殼鑄造了凹槽，是設計師認為可以靠這些凹槽設計讓爆炸破片均勻散布，這使得其外型相似鳳梨又名「鳳梨」或「菠蘿」，臺灣社會則因為其顏色與尺寸類似番石榴，又稱它為「芭樂」，因保险片的形状被称为「鸭嘴手榴彈」，因外观被称为「卵形手榴彈」或「癞瓜手榴彈」。美軍之後以M26系列手榴彈（M26/M61/M57）及M33系列手榴彈（M33/M67）取代Mk 2手榴彈。

## 設計及型號
Mk 2手榴彈採用TNT作爆炸填充物，部分型號改用EC無煙火藥。
- Grenade, Hand, Fragmentation, Mk II：EC無煙火藥，採用M10或M10A1點燃引信。
- Grenade, Hand, Fragmentation, Mk IIA1：EC無煙火藥，採用M10A2/A3點燃引信。
- Grenade, Hand, Fragmentation, HE, Mk II：TNT，採用M5爆炸引信。
- Grenade, Hand, TNT, Fragmentation, Mk II：TNT，採用M6A4C爆炸引信。

## 規格
- 重量：0.6公斤（1磅5盎司）
- 爆炸填充物容量：0.057公斤（2盎司）TNT或EC無煙火藥（約¾盎司）
- 引信：根據型號而不同，包括M5、M6爆炸引信、M10系列點燃引信，亦可對應較後期推出的引信

## 流行文化

### 電子遊戲
- 2021年《應徵入伍》

## 使用國
- 阿根廷
- 巴西
- 智利
- 中華民國：現役。[1]
- 古巴
- 以色列
- 義大利
- 日本
- 荷蘭
- 菲律賓
- 越南共和国
- 土耳其
- 美国

## 圖片集

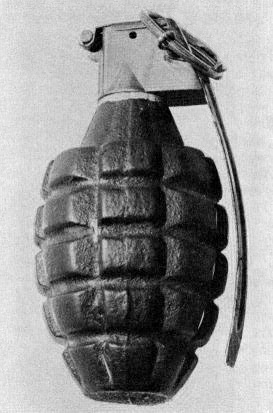
越戰時期的MK 2手榴彈
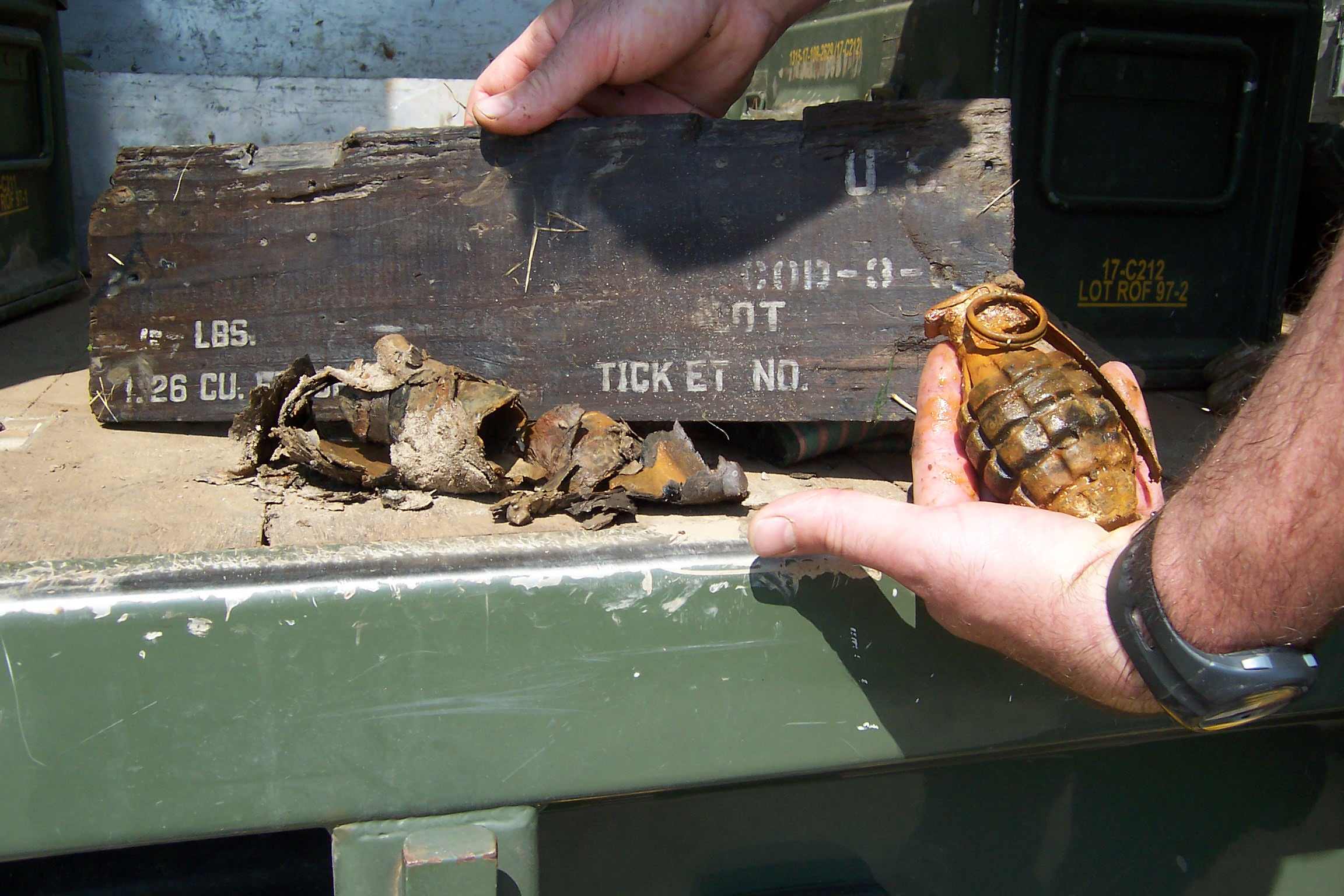
2008年在荷蘭海爾德蘭省發現二戰時期的Mk 2手榴彈
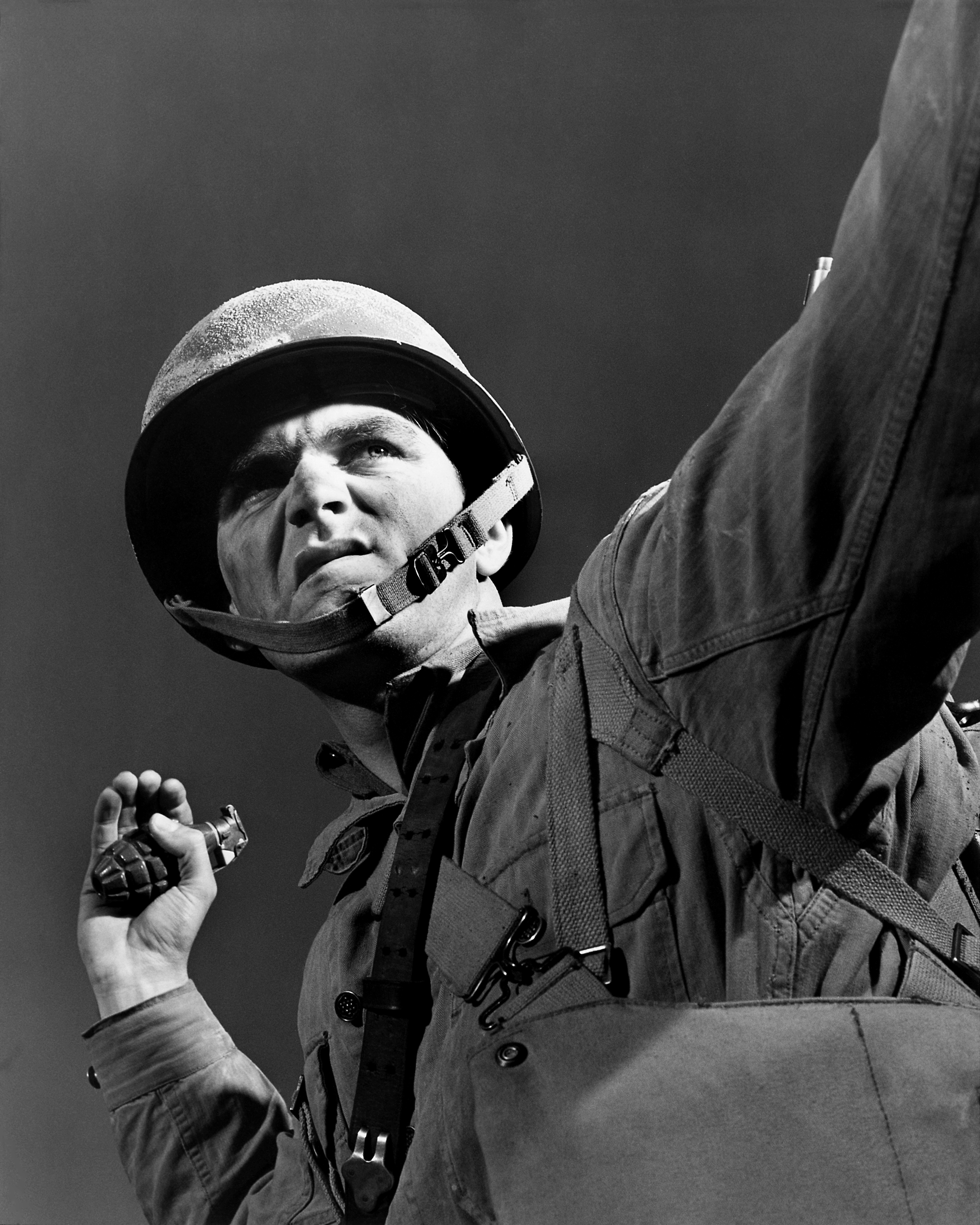
士兵手持Mk 2手榴彈